# Uroobovella notabilis
Uroobovella notabilis es una especie de arácnido del orden Mesostigmata de la familia Urodinychidae.
Hormigas de la especie Formica fusca son sus huéspedes.

## Distribución geográfica
Se han encontrado ejemplares en Luxemburgo y Noruega.